# Acamarachi
Acamarachi (Cerro Pili nebo jen Pili) je v současnosti neaktivní stratovulkán, nacházející se v severní části Chile v oblasti Antofagasta asi 40 kilometrů jihovýchodně od města Toconao. Její jméno znamená „černý měsíc“
Svahy sopky se zvedají z náhorní planiny zvané Puna de Atacama téměř pod úhlem 45 %. Na severní straně se nachází sopečný dóm. Acamarachi je nejjižnějším vrcholem z trojice vulkánů, dalšími dvěma jsou Colachi, Laguna Verde. Leží asi 10 km severovýchodně od nejaktivnější sopky severní Chile – stratovulkanického komplexu Láscar. Uvnitř kráteru se nachází jezírko o průměru 10 až 15 metrů. To je pravděpodobně druhým nejvýše položeným kráterovým jezerem na světě a po jezeru vulkánu Ojos del Salado také druhým nejvýše položeným jezerem Jižní Ameriky.
Acamarachi je tvořena převážně andezity a dacity, s výškou 6046 m je zároveň nejvyšším vrcholem oblasti. Věk lávových proudů je datován do období staršího než holocén.